# Deus, qui hodierna die
Deus, qui hodierna die ist das Incipit der Oration zum Ostersonntag im römischen Ritus.

## Text
Deus, qui hodierna die, per Unigenitum tuum, æternitatis nobis aditum, evicta morte, reserasti, da nobis, quæsumus, ut, qui resurrectionis dominicæ sollemnia colimus, per innovationem tui Spiritus in lumine vitæ resurgamus.
Übersetzung im Deutschen Messbuch:
Allmächtiger, ewiger Gott, am heutigen Tag hast du durch deinen Sohn den Tod besiegt und uns den Zugang zum ewigen Leben erschlossen. Darum begehen wir in Freude das Fest seiner Auferstehung. Schaffe uns neu durch deinen Geist, damit auch wir auferstehen und im Licht des Lebens wandeln.
Übersetzung nach Alex Stock:
Gott, du hast uns am heutigen Tag durch deinen eingeborenen Sohn, durch seinen Sieg über den Tod, Zugang verschafft zur Ewigkeit. Lass uns, wir bitten dich, in der Feier der Auferstehung des Herrn durch deinen Geist erneuert, auferstehen im Licht des Lebens.

## Geschichte
Das Gebet findet sich in ähnlicher Form bereits im sog. Jung-Gelasianum aus dem 8. Jahrhundert. Dort folgte auf reserasti („du hast erschlossen“, „du hast entriegelt“):

ut per innovationem tui spiritus a morte animae resurgamus

„dass wir, durch deinen Geist erneuert, auferstehn aus dem Tod der Seele“

und speist sich somit aus paulinischer Theologie (vgl. Röm 8,11 ). An Stelle der „sterblichen Leiber“ tritt indessen der „Tod der Seele“.
Auch die Fassung des tridentinischen Missale, also der heutigen forma extraordinaria, unterscheidet sich von der gültigen Version nach der Liturgiereform: Auf reserasti folgte dort:

vota nostra, quae praeveniendo aspiras, etiam adiuvando prosequere

„begleite unsere Wünsche, die deine zuvorkommende Gnade uns eingibt, auch weiterhin mit deinem Beistand.“

Die Änderung geht wohl darauf zurück, dass diese recht allgemeine Formulierung dem österlichen Charakter des Gebets in den Augen der Schöpfern der Reform zu wenig Ausdruck verlieh. Dennoch haben die Verfasser der reformierten Version nicht auf die Fassung des Jung-Gelasianums zurückgegriffen; ein möglicher Grund liegt darin, dass ihnen diese in ihrer Seelenzentrierung einen zu mittelalterlichen Charakter trug.
An seine Stelle tritt in der forma ordinaria nun

da nobis, quæsumus, ut, qui resurrectionis dominicæ sollemnia colimus, per innovationem tui Spiritus in lumine vitæ resurgamus

„lass uns, erneuert durch deinen Geist, auferstehen im Licht des Lebens“

Alex Stock stellt kritisch heraus, dass die neue Fassung zeitlich etwas unklar sei: Möglich sei nämlich sowohl ein „eschatologisch-kosmologisches“ (vgl. 1 Kor 15,EU ) Verständnis der Auferstehung als auch ein „sakramental-existentielles“ (Kol 2,12  und Kol 3,1 ). Ersteres beziehe sich auf die Zukunft, letzteres auf die Vergangenheit.

## Aufnahmen
- Venetian Easter Mass. 1997, Deutsche Grammophon (Archiv Produktion), DG Archiv 4534272, CD (Gabrieli Consort and Players, Paul McCreesh); Titel 11.
- Louis Vierne: Messe Solennelle, Op. 16. 2010, JAV Recordings #JAV179, 2 CD (Daniel Roth, Éric Lebrun, Chœur Gregorien de Paris, Chœur d’oratorio de Paris); CD 1 Titel 9.